# Créateur d'étoiles
Star Maker
Créateur d'étoiles (titre original : Star Maker) est un roman de science-fiction britannique d'Olaf Stapledon publié en 1937 par Methuen Publishing Ltd. Le récit déroule l'histoire de l'Univers en y décrivant la vie qu'il abrite, et évoque une multitude d'autres univers.
Bien que le livre n'ait jamais conquis une large audience, il est considéré par les critiques comme un classique de la science-fiction et une œuvre majeure du genre par son ampleur et par les thèmes abordés. De plus il a inspiré un grand nombre d'auteurs majeurs, tels qu'Arthur C. Clarke ou Brian Aldiss.
Créateur d'étoiles constitue avec Les Derniers et les Premiers et Les Derniers Hommes à Londres, entre lesquels il existe des liens, une trilogie des temps futurs.

## Résumé
Le narrateur, sorti un soir de chez lui et méditant sur une colline, est « transporté » hors de son corps de manière inexpliquée. Il découvre qu'il est capable mentalement d'explorer l'espace intersidéral. Après avoir exploré la civilisation d'une autre planète semblable à la Terre située dans notre galaxie à plusieurs milliers d'années-lumière du système solaire, son esprit « fusionne » avec celui de l'un de ses habitants. Alors qu'ils voyagent tous deux dans l'espace, ils sont rejoints par d'autres esprits et fusionnent par effet « boule de neige ». Le groupe virtuel ainsi formé visite de multiples mondes très divers.
Ces voyageurs stellaires apprennent à coexister et à former un esprit collectif soudé par télépathie. Finalement, ils finissent par rencontrer le « Créateur d'étoiles », qui n'est autre que l'Être suprême ayant créé l'Univers. Le narrateur réalise que son univers n'est qu'un univers parmi d'autres, qu'il n'est pas le plus grand de ceux qui existent, et que chaque univers est une œuvre d'art.
À la fin du roman, le narrateur retourne sur Terre, au moment et au lieu qu'il avait quitté au début du roman.

## Contexte de création de l'œuvre

### Contexte personnel

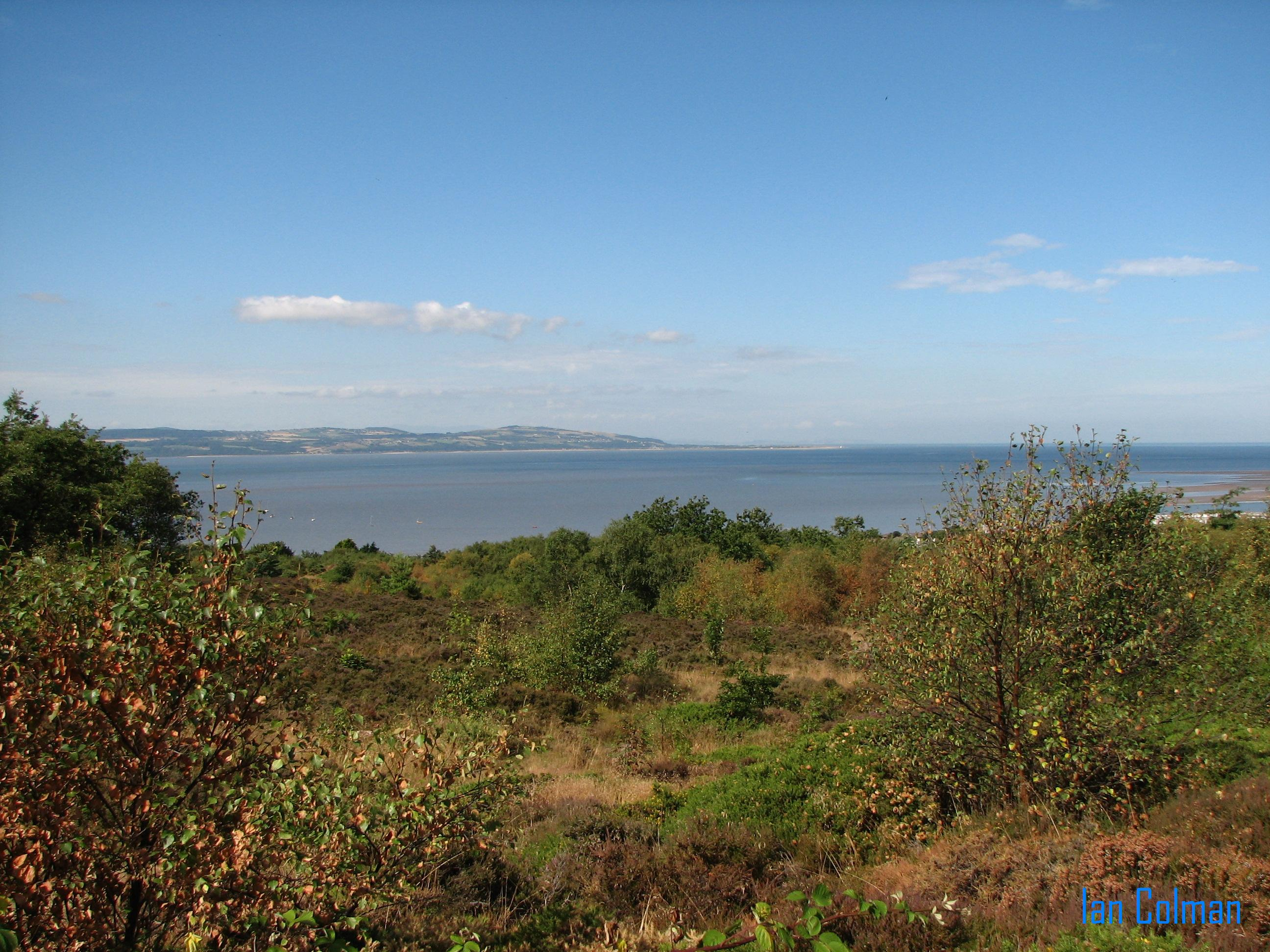
La colline de Caldy est l'emplacement probable d'où le narrateur commence son voyage dans l'espace.

Le contexte personnel d'écriture est d'autant plus important que le narrateur de Créateur d'étoiles, qui n'est ni nommé ni décrit, possède tous les traits d'Olaf Stapledon lui-même. Certains de ces traits apparaissaient de manière plus évidente dans les versions préliminaires du texte.
En 1937, Olaf Stapledon habite sur la péninsule de Wirral, à l'ouest de Liverpool dans une maison de la petite ville cossue de West Kirby, avec sa femme Agnès Miller et ses deux enfants Mary Sydney (née en 1920) et John David (né en 1923). Stapledon a rencontré sa femme alors qu'elle était très jeune, entamant une relation épistolaire avec elle, nourrie d'un certain idéal romantique. Ils se sont mariés en 1919, juste après la fin de la Première Guerre mondiale. La péninsule de Wirral est comprise entre deux estuaires, ceux de la Dee et de la Mersey. Ce contexte maritime imprègne l'œuvre, de par des références multiples aux animaux marins ou côtiers, et par l'utilisation de termes nautiques. Une espèce extra-terrestre, les Nautiloïdes, ressemble d'ailleurs à un bateau. Stapledon a grandi entre deux ports, Liverpool et Port Saïd (au nord du canal de Suez), sa famille travaille dans le fret maritime depuis trois générations et lui-même a travaillé quelques années dans les entrepôts de son père William Clibbett Stapledon.
La maison des Stapledon est proche de la colline de Caldy (Caldy Hill), qui a inspiré la colline sur laquelle se trouve le narrateur au début du récit. Cette colline, située entre West Kirby et le village de Caldy, s'élève à 80 mètres d'altitude et possède un point de vue sur l'estuaire de la rivière Dee et la mer d'Irlande. Non loin de là se trouve aujourd'hui un bois appelé Stapledon Wood (commune de Birkenhead). Cette grande étendue de bois près de sa maison sur Caldy Hill, a été léguée au public par Stapledon pour en faire un parc, en mémoire de ses parents. Des hauteurs de Caldy on aperçoit le phare de Point of Ayr, qui se trouve à l'extrémité nord du pays de Galles, et qui a inspiré le phare vu par le narrateur au début du récit.

### Contexte historique et politique
Créateur d'étoiles, publié au début de 1937, est fortement marqué par le contexte historique de l'époque, et les tensions internationales. En 1937, le monde est à la veille de la Seconde Guerre Mondiale.
Le rôle (et l'impuissance ?) de la Société des Nations (dans Créateur d'étoiles apparait une « Ligue galactique » d'opposition à des « Empires "Fous" »), la Guerre civile Espagnole (1936-1939) et notamment le bombardement de la ville de Guernica (26 avril 1937) par l'aviation allemande, la montée du fascisme en Italie et du nazisme en Allemagne, l'agression japonaise contre la Chine (1937, et déjà en 1931), le colonialisme (notamment le mouvement pour l'indépendance de l'Inde de Gandhi contre l'Empire britannique, 1915-1947), la consolidation du communisme en Union soviétique et son extension à la Chine (1927-1950), tous ces éléments trouveront un écho plus ou moins direct dans le roman[à développer].
D'ailleurs on sait qu'Olaf Stapledon avait publié en 1929 une Théorie moderne de l'éthique, et que, dès avant mais surtout dans l'après-guerre, il s'impliquera dans les mouvements pour la paix mondiale ainsi que dans la lutte anti-apartheid. Ce qui indique que son roman, tout en préfigurant par certains aspects les futures thèses transhumanistes, s'inscrit d'abord dans un courant simplement humaniste au sens large et inclusif du terme [voir l'article consacré à l'auteur].

## Genèse et publication de l'œuvre
L'idée du livre a germé dans l'esprit de Stapledon vingt ans avant sa parution, dès 1917. En effet ses lettres et ses poèmes contiennent des thèmes similaires à ceux développés dans Créateur d'étoiles.
Stapledon commence avant la première Guerre mondiale à rédiger un texte qui, comme Créateurs d'étoiles, combine plusieurs genres: la chronique, la satire et le conte philosophique. Ce livre, intitulé In a Glass Darkly est révisé pour devenir The Sleeping Beauty, puis est abandonné au début des années 1920. Le chapitre XI de ce texte, intitulé Un mythe sur Dieu et l'Esprit est clairement un précurseur de Créateur d'étoiles. De plus il contient un appendice sous forme de glossaire qui anticipe celui que Stapledon a créé pour Créateur d'étoiles.
En 1930, Stapledon connaît le succès avec les Derniers et les Premiers, suivi peu après par les Derniers Hommes à Londres.
En 1934, il montre à des visiteurs son « livre cosmos », la désignation de l'ouvrage à cette époque. Le récit évoque l'histoire cosmique de la première nébuleuse jusqu'à l'extinction de la vie. La première personne à lire le texte est l'écrivaine écossaise Naomi Mitchison. Celle-ci est gênée de voir un Dieu aussi masculin. Il donne aussi à lire à son ami L.H. Myers un synopsis de l'œuvre. Le manuscrit est finalement abandonné dans les tiroirs, et il porte comme mention « Manuscrit rejeté de Créateur d'étoiles ». Ce manuscrit sera redécouvert 40 ans plus tard par Harvey Satty (alors président de la Olaf Stapledon Society), qu'il publiera sous le titre Nebula Maker (non traduit) en 1976 chez l'éditeur Bran's Head Books Ltd. Le texte est très différent de celui de Créateur d'étoiles. Le changement le plus significatif est la disparition du mot « Dieu ».
En 1934-1935, Stapledon commence une toute nouvelle version. Cependant jusqu'au milieu de 1935, Stapledon est absorbé dans l'écriture de Rien qu'un surhomme (Odd John), mais néanmoins il y travaille de manière régulière pendant quatre ans.
Au début de l'année 1937, peu avant sa publication, Stapledon corrige et recorrige son manuscrit. Le livre est finalement publié le 24 juin 1937 chez Methuen, l'éditeur historique de Stapledon, au Royaume-Uni. Le livre connait un premier tirage de 2 500 copies. Aucune édition séparée n'est publiée aux États-Unis avant 1953, date à laquelle Créateur d'étoiles est publié chez Funk & Wagnalls dans la collection To the End of Time: The Best of Olaf Stapledon éditée par Basil Davenport.

## Contenu et découpage
- Chapitres 1-2 : un soir, le narrateur sort de chez lui sous la nuit étoilée. Il réfléchit à sa vie intime, son couple, et à sa place dans l'univers. Observant le ciel étoilé, il a la sensation d'être emporté dans l'espace parmi les étoiles. Traversant mentalement le système solaire, il « se dirige » ensuite vers les étoiles lointaines à la recherche de planètes habitables.

- Chapitre 3 : le narrateur découvre une planète habitée, appelée l'Autre Terre, et se lie d'amitié avec un extraterrestre nommé Bvalltu, avec lequel il noue un contact télépathique étroit. Le narrateur passe un certain temps dans cette civilisation étrange, qu'il observe dans tous ses détails. Il observe les lents progrès de cette civilisation, jusqu'à ce qu'une guerre totale éclate. Mais une catastrophe encore pire s'annonce : l'atmosphère se raréfie et la guerre récente a détruit les moyens de la survie de la race. La race de Bvalltu est condamnée à l'anéantissement.

- Chapitres 4-8 : Le narrateur perfectionne le vol désincarné avec son compagnon Bvalltu. Ils quittent l'Autre Terre, et explorent la Voie lactée jusqu'à ses frontières. Ils visitent plusieurs mondes habités, et peu à peu une  communauté spirituelle se forme par association avec des individus locaux ayant un niveau de conscience élevé. Au cours de leur pérégrinations dans la Galaxie, le groupe de voyageurs  rencontre des extraterrestres globalement humains, mais possédant une grande diversité. Certaines espèces joueront un rôle dans la future communauté galactique, comme les Nautiloïdes, une race de « bateaux intelligents », ou encore les Symbiotiques, résultat de la symbiose entre deux espèces différentes appelés « ichtyoïdes » et « arachnoïdes », ou encore des hommes-plantes, écartelés entre deux natures opposées « animale » et « végétale ».

- Chapitre 9 : Une multitudes de Mondes s'éveillent ainsi et atteignent une « phase utopique ». Ces civilisations supérieures font l'expérience de l'eugénisme, souhaitent l'immortalité, et expérimentent le pouvoir d'exploration cosmique. Les utopies, une fois établies, favorisent le voyage interstellaire et l'entente entre les mondes à l'échelle de la Galaxie. Les relations sont tumultueuses entre les envahisseurs et les indigènes. Au niveau galactique, des empires se créent et se font la guerre. Toute la Galaxie est alors paralysée par la peur de la guerre. Une « Ligue » se forme pour lutter contre les « Empires Fous Unifiés ». Certains mondes supérieurs, bienveillants, accueillent les envahisseurs et éclairent leur esprit en l'affaiblissant, ce qui convainc les impérialistes que certains peuples pacifistes sont très dangereux. Certaines planètes acceptent leur funeste sort, et attendent l'anéantissement. Trois systèmes planétaires sont ainsi détruits. Pendant ce temps, dans une région de la Galaxie, appelée la « sous-galaxie », la race Symbiotique s'est développée. Elle colonise ou crée des mondes artificiels avec la participation des aviaires, des insectoïdes et des hommes-plantes. Alors que l'Empire va commettre son quatrième acte ignoble, les Symbiotiques interviennent et hypnotisent les individus qui s'éveillent ou deviennent fous. Cela entraîne la dégradation fatale des mondes impériaux, qui retombent dans la barbarie ou disparaissent.

- Chapitre 10 : Après la chute des empires fous, la communauté galactique mondiale expérimente une phase de paix quasi utopique. Le but de cette communauté est l'union télépathique de toutes les galaxies pour créer « l'esprit parfait du cosmos ». Mais ce but demeure encore éloigné, en dépit de tout le chemin accompli. Le groupe de voyageurs célestes considère sa situation : la lassitude domine. Se rassemblant en un être unique, les Voyageurs sortent loin de leur galaxie et ainsi l'aperçoivent en train de naître puis se développer, jusqu'au moment présent et au-delà dans le temps et l'espace. Mais l'utopie naissante est défaite à cause de l'explosion inattendue de plusieurs étoiles.

- Chapitre 11-12 : Les Voyageurs essaient de communiquer télépathiquement avec les autres galaxies. Difficile au début, la communication mentale s'établit enfin. La communication physique passe par le déplacement d'étoiles, mais la tentative échoue car l'étoile explose de manière inattendue. Cela entraîna une réaction en chaînes d'explosions d'étoiles qui détruit de nombreux mondes. Certaines étoiles calcinent leur planète par des protubérances de feu. Ces catastrophes affaiblissent grandement la Galaxie et sa destruction paraît inévitable, d'autant que les étoiles sont vivantes et veulent détruire les planètes. Le contact mental avec les étoiles, d'abord infructeux, réussit finalement et révèle la vie mentale des étoiles qui sont en coopération étroite les unes avec les autres. Les mondes intelligents ont interféré dans cette harmonie stellaire et les font souffrir. Les étoiles sont affectées par une sorte de maladie, honteuse : à leur surface existe une forme de vie intelligente semblable à des flammes, les « salamandres ». Cette honte introduisait l'idée de « pureté ». Lorsque les êtres intelligents ont tenté de dévier une étoile, celle-ci, sûre de sa pureté, se suicide. Le phénomène est enrayé. En effet, peu à peu, le parti des étoiles qui veut faire la paix avec les planètes l'emporte. D'abord traitant les planètes de vermines, les étoiles fraternisent avec elles. Mais l'énergie des galaxies s'épuise, et les ambitions se réduisent. Les galaxies entrent en communion. Le narrateur fait alors l'expérience de la décadence de l'esprit cosmique. S'examinant, l'esprit des galaxies remonte le temps jusqu'aux nébuleuses primitives.

- Chapitre 13 : Le narrateur communique avec le « cerveau des grandes nébuleuses ». La communauté des nébuleuses est d'abord soudée, puis se sépare lentement dans la souffrance à mesure que le temps s'écoule et que l'univers se dilate. Certaines se trouvent atteintes d'un mal étrange : il s'agit en fait des prémices de leur mort, qui donne naissance aux étoiles. Le narrateur sort renforcé de cette pénétration dans l'histoire des nébuleuses, et se prend pour « l'esprit naissant du cosmos ». Il paraît enfin mûr pour une rencontre avec le Créateur d'étoiles. L'affaiblissement des galaxies se poursuit quand même. Les planètes sont rapatriées vers les étoiles encore brillantes, puis les peuples habitent sur les étoiles refroidies. Ces mondes sont habités par différentes créatures, des essaims intelligents d'insectoïdes, des créatures pareilles à des couvertures ou des vers. Les populations finissent par se réfugier à l'intérieur des étoiles devenues glaciales. C'est dans cet état moribond que la plus grande sagesse est déployée et permet au cerveau cosmique d'atteindre le Créateur d'étoiles.

- Chapitre 14-15 : Élargissant son esprit et contemplant l'infini, le narrateur remonte le temps jusqu'à l'origine de l'Univers. Son histoire se déroule du Big Bang vers sa fin, éternelle et statique. Se détournant de cette vision, le narrateur embrasse maintenant la multitude des cosmos différents créés par le Créateur d'étoiles, issus de nombreuses tentatives. Dans sa phase « adolescente », le Créateur d'étoiles a un être dual : l'un constructeur et l'autre destructeur. Les créatures intelligentes en sont profondément influencées et les espèces croissent mais connaissent le malheur sous différentes formes. Puis il crée notre cosmos et ses habitants. Ce cosmos correspond à la première apparition d'un esprit cosmique, qui est le point le plus élevé du développement spirituel. Mais ce n'est qu'une étape, car le Créateur continue à créer des univers, et le narrateur finit par observer l'ultime cosmos. Or celui-ci, parfait par essence, recèle toujours une part de souffrance. Cela est intolérable pour le narrateur, qui se rebiffe et expérimente la contemplation glacée du Créateur d'étoiles.

- Chapitre 16 : le narrateur est brutalement rappelé sur Terre. Il voit toute la Terre se déployer devant ses yeux et les évènements de son époque. Le narrateur, désorienté, conclut son récit par l'évocation de deux lumières pour phares : son « atome de communauté », et la froide lumière des étoiles.

## Analyse de l'œuvre et thèmes

### Genre
Créateur d'étoiles n'est pas tout à fait un roman. Dans la préface, Stapledon écarte ce terme de roman, car « selon les normes du roman... ce n'est pas un roman du tout ». D'ailleurs pour Stanislas Lem, il s'agit « plutôt d'un essai que d'un roman ».
Le récit appartient au genre de la science-fiction, bien que Stapledon n'ait jamais utilisé ce terme pour désigner son œuvre. Ce n'est que dans les années 40 (soit après la publication de Créateur d'étoiles) qu'il découvrit la communauté SF. Le récit invente une Histoire du Futur à une échelle probablement inégalée, et propose un récit cosmogonique, ainsi qu'une eschatologie. Si H.G. Wells et Jules Verne sont les pères de la science-fiction, alors Olaf Stapledon est celui de la deuxième génération d'écrivains de science-fiction. Bien que le récit s'apparente à de la hard science-fiction par certains aspects et par son utilisation incessante de concepts scientifiques — voire leur anticipation — c'est bien d'une (science-)fiction philosophique qu'il s'agit surtout. Le livre est classé parmi les « classiques », et même les « monuments » de la science-fiction[réf. souhaitée]. On peut aussi rattacher le récit au genre « mythopoétique », par la fabrication consciente de mythes. Le narrateur évoque ainsi le « mythe de la création » au chapitre 14. Selon Patrick McCarthy, le récit partage certains traits avec la Divine Comédie de Dante ou les Voyages de Gulliver de Swift.

### Style d'écriture
Le récit n'utilise que peu de personnages, et très peu de discours direct ou indirect. Le seul personnage qui possède un nom, hormis le narrateur qui reste anonyme — même si son identification avec l'auteur Olaf Stapledon ne fait guère de doute —, est un extraterrestre nommé Bvalltu. Selon Claire Cornillon, le récit est construit dans une « démarche encyclopédique ». En effet, le récit « organise le savoir selon des considérations non chronologiques », mais plutôt liées à l'augmentation des échelles de grandeur. Cependant pour certains critiques, la structure est bien celle d'un roman et du voyage du héros, un schéma « ancien et familier » selon Patrick McCarthy « où le voyage vers un ailleurs est une métaphore d'un voyage intérieur ».

Stapledon s'est souvent vu reprocher un style aride, et l'utilisation abusive d'adjectifs. Selon David Soyka, le livre est long et la langue est difficile et archaïque. Selon H. Bruce Franklin, le livre « est long à lire car, toutes les deux pages, il faut s'arrêter et réfléchir un moment à ce que l'on v[ien]t de lire ». Bertrand Russell salue le « beau courage intellectuel » et déclare que son écriture possède « une sorte de beauté austère ». Selon Claire Cornillon, « la syntaxe est complexe, et les phrases longues avec un travail sur l'adjectif ». Selon Gérard Klein

« l'écriture de Stapledon, de même, n'est pas particulièrement habile. Souvent lourde, abstraite, doctorale, s'efforçant au lyrisme avec application, sinon avec entêtement, elle a, même dans le texte original, de quoi rebuter. Mais c'est une erreur scolaire que de croire qu'un contenu important coïncide nécessairement avec une forme achevée. »

Selon J.L. Borges, 

« Stapledon, tellement inférieur à Wells comme écrivain, dépasse celui-ci par le nombre et la complexité de ses inventions, même s'il n'en tire pas un aussi bon parti. Dans Star Maker, il a eu la bonne idée de se passer de tout artifice pathétique [...] et de raconter ses merveilles dans le style impersonnel d'un historien. Je crains que le mot « historien » ne soit trop chaleureux... »

### Connaissances scientifiques
| Photographie en couleurs d'un visage masculin vu de face, ayant une large mèche de cheveux gris rejetée sur le front droit. |  | image de synthèse en couleurs représentant une sphère orange structurée en réseau sur fond noir |
| Le physicien Freeman Dyson (1923-2020), éponyme des sphères préfigurées par Stapledon dans son roman.                       |  | Vue artistique d'une sphère de Dyson.                                                           |

Le voyage du narrateur à travers le cosmos utilise les connaissances scientifiques du temps de son auteur. Selon John Kinnaird, « il s'agit du premier ouvrage de science-fiction à entrer dans l'univers astronomique que nous connaissons aujourd'hui ». Le récit utilise des notions de physique, de biologie, de cosmologie, et l'exobiologie à travers la description de nombreuses espèces extra-terrestres, les lois de l'évolution. Il aborde aussi la fin de l'univers (mort thermique). Les technologies évoquent l'utilisation des anneaux artificiels de planètes, ou l'utilisation de l'énergie sub-atomique. Stapledon invente en quelque sorte la réalité virtuelle car les "Autres Hommes" utilisent des appareils cérébraux qui simulent des sensations.
Des échelles de temps en annexe du texte, fictives, permettent de survoler les grands évènements du récit. La chronologie de l'univers se transforme en une chronologie des univers. Ces échelles de temps avaient déjà été utilisées dans le roman Les Derniers et les Premiers.
C'est aussi dans ce roman qu'apparaît la sphère de Dyson. Le physicien Freeman Dyson s'est inspiré du livre pour envisager la possibilité théorique de fabriquer une sphère entourant une étoile et captant toute son énergie. Or chez Stapledon, les derniers posthumains vivent jusqu'à la mort de l'univers et passent leurs jours à l'intérieur de telles sphères géantes, sorte de « biosphères artificielles » de captation d'énergie de dimension astronomique pour civilisation très avancée (au « stade II de développement technologique »), imaginées pour la première fois par Stapledon dans son roman presque vingt ans avant que Freeman Dyson n'en développe scientifiquement l'idée en théorie dans la revue Science en 1960, à partir de sa lecture de Créateur d'étoiles (en 1945).
Certains concepts ou théories scientifiques abordés sont cependant obsolètes aujourd'hui. C'est notamment le cas de la théorie de la formation des planètes décrite par les astronomes James H. Jeans et Harold Jeffreys, où les planètes sont formées dans les filaments créés par la rencontre de deux étoiles. On sait maintenant que les planètes se forment en même temps que leur soleil par accrétion de la nébuleuse protoplanétaire. De même chez Stapledon les étoiles mourantes abritent de la vie à leur surface ou dans leurs profondeurs. On sait aujourd'hui que la densité du matériau qui compose ce type d'astres (naines blanches ou étoiles à neutrons), entraînant une gravité puissante, empêcherait toute vie biologique connue de s'y développer ou d'y forer une cavité.

### Sources d'inspiration non scientifiques
À côté du socle rationnel et scientifique qui constitue l'armature du récit, le récit utilise des thèmes parapsychologiques tels que la télépathie, le voyage astral ou l'hypnose. La télépathie est utilisée pour explorer l'univers, ainsi que pour communiquer entre races extra-terrestres. Elle est le ciment de l'unité galactique, puis de l'unité du cosmos. Elle est aussi utilisée pour manipuler le temps, de la même manière que les hommes de la Cinquième Espèce manipulaient le temps.

### Les espèces extraterrestres
- Les nautiles des océans terrestres rappelleraient les ancêtres des « Nautiloïdes », une race aquatique intelligente ayant évolué vers des formes de navire.
- L'orthocère, un céphalopode nautiloïde fossile de l'ordovicien possédait une coquille conique non enroulée pouvant faire penser à l'éperon de la proue d'une coque de navire.
- La forme allongée du calmar donne une idée de celle qu'auraient pu avoir les Nautiloïdes.

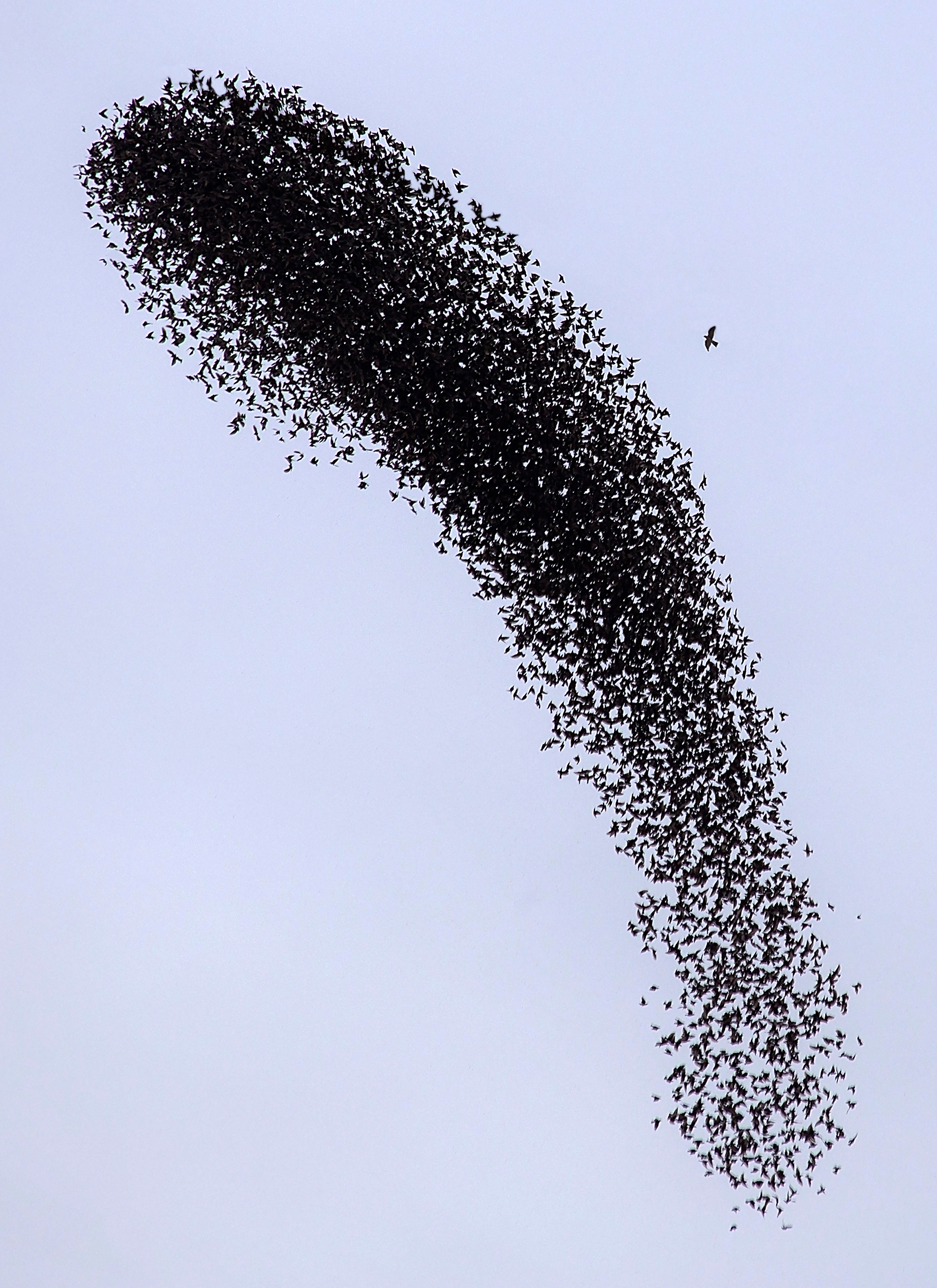
Parmi les différentes formes de vie intelligentes rencontrées dans le Cosmos, figurent les « Volatiles », une race extra-terrestre d'essaims intelligents composés d'unités aviaires.

Parmi les innombrables espèces extraterrestres qui peuplent le cosmos, l'auteur a décrit plusieurs espèces plus ou moins en détail. Beaucoup de races sont très semblables à l'homme, et leur évolution suit les lois de la biologie (compétition, hérédité).
- les Autres Hommes : ces habitants de l'Autre Terre ressemblent beaucoup à l'être humain, ce qui permet à l'auteur de déployer une veine satirique. Le seul Autre Homme décrit en détail est Bvalltu, un philosophe, en quelque sorte le double d'Olaf Stapledon.
- des humanités très diverses : hommes-pingouins, hommes-oiseaux, hommes volants, hommes-limaces, hommes-kangourous, hommes centaures (sextupèdes et bipèdes).
- des Échinodermes humains.
- les « Nautiloïdes » (soit en forme de nautile) : ces êtres vivent sur une planète-océan et sont décrits comme des sortes de bateaux intelligents.
- les « Symbiotiques » : cette espèce résulte de la symbiose physique de deux espèces très différentes appelés « Ichtyoïdes » et « Arachnoïdes »[b].
- les « Volatiles »[c] : des essaims intelligents de créatures aériennes.
- les « Insectoïdes » : une nuée pensante d'insectes.
- les « Martiens » : ces « nuages d'unités microscopiques sous-vitales reliées par un système radio commun », habitants de la planète Mars, sont décrits dans un roman antérieur de Stapledon, Les Derniers et les Premiers. Ces entités extra-terrestres ont probablement inspiré le physicien et romancier Fred Hoyle dans son roman The Black Cloud (en) paru en 1957.
- les « Hommes-plantes » : de nature à la fois animale et végétale, ils sont écartelés entre ces deux pôles.
- des « Myriapodes » : organismes longs et plats, possédant de nombreuses pattes, adaptés aux planètes de forte gravité.
- des « Vers phosphorescents » : ces créatures, synthétiques ou non, peuplent les astres dans un univers en déclin.

### Thèmes

#### Une «crise spirituelle»
Le récit est un roman philosophique, dans lequel l'auteur donne cours à des spéculations philosophiques. L'auteur se permet notamment la satire des institutions actuelles (religieuses, politiques, sociales) à travers l'observation d'extraterrestres très semblables à nous. Les civilisations ou espèces traversent une « crise spirituelle », semblable à la crise que l'espèce humaine traversait en 1937 (et qui allait aboutir à la Seconde Guerre mondiale). Cette crise est due à des contradictions socio-économiques, un individualisme prononcé conjugué au nationalisme, au développement des sciences naturelles et des technologies combinée à une crise de la culture et de la spiritualité. Elle entraîne généralement des bouleversements de grande ampleur, que ce soit des conflits mondiaux ou des catastrophes environnementales.

#### Utopie
Le récit traite aussi de l'établissement d'une utopie par une communauté galactique soudée par la télépathie. La quête de l'utopie est spontanée et serait commune à tous les êtres de la galaxie quelle que soit leur morphologie. Il se forme d'abord une utopie mondiale, puis galactique et enfin cosmique. L'utopie met en jeu l'amélioration biologique des espèces, la création d'une communauté très large, communiquant et soudée grâce à la télépathie, et le développement de l'esprit. Cette montée lente et graduelle vers l'utopie est cependant ponctuée de retours à la barbarie. Cette vision cyclique de l'histoire est inspirée par la philosophie de Spengler. Les phases de crise alternent avec les phases "d'éveil", qui sont une progression vers l'intelligence et la sensibilité, vers une conscience accrue des autres et de soi-même.
L'œuvre est traversée de questionnements sur la notion de communauté. Le narrateur évoque son couple et le caractère unique de ce lien, la communauté des explorateurs aussi bien que la communauté des galaxies. À travers son questionnement sur sa vie de couple, qu'il décrit comme un « atome de communauté », le narrateur développe ses observations sur la symbiose physique aussi bien que psychique. Cette symbiose prend corps avec la race des Symbiotiques constituée des Arachnoïdes et des Ichtyoïdes. La communauté, d'abord composée du narrateur et de Bvalltu, s'élargit à d'autres compagnons rencontrés sur d'autres mondes, pour embrasser les mondes, la galaxie, jusqu'à atteindre la taille d'un esprit de taille cosmique. Un nouveau type de conscience est ainsi atteint par le narrateur. Ce nouveau type de conscience, pas seulement la conscience de l'un, ni la conscience ressentie des autres à travers leur propre corps[C'est-à-dire ?], est appelé « troisième esprit ».

#### Religion et mythologie
Le livre traite de la religion ou du fait religieux sous diverses formes. Le texte est notamment parsemé de références bibliques (une dizaine), plus ou moins visibles. Il aborde aussi les différentes religions extra-terrestres, et les cultures qui en découlent. De manière évidente, le sujet principal du livre, le fameux Créateur d'étoiles, permet à l'auteur d'aborder la notion d'un Dieu créateur. Celui-ci se révèle à la fois cruel et détaché, expérimentant et améliorant sans cesse ses créations avec le même regard sur sa création qu'un artiste ou un expérimentateur. Le Créateur d'étoiles n'est donc ni infaillible, ni parfait. Notre cosmos n'est pas un aboutissement, mais un cosmos parmi d'autres. Cela étend « la blessure narcissique de l'humanité » (liée à la révolution copernicienne) au cosmos dans son ensemble. Stanislas Lem a cependant relevé une faute logique qui déstabilise l'ensemble de l'édifice, l'auteur s'interrogeant sur une autorité supérieure qui expliquerait les agissements du Créateur d'étoiles, relançant un questionnement et laissant ouverte une conception qui semblait jusque-là close et définitive.

## Réception de l'œuvre

### Après sa publication
Le Times déclara que le livre « entrait automatiquement dans le petit groupe des classiques modernes ». Au Daily Herald, le journaliste propose l'adjectif de chef-d'œuvre (masterpiece en anglais). La presse locale est elle aussi dithyrambique, le livre est salué par le Birkenhead News et le Liverpol Post.
Ses amis proches sont eux aussi élogieux. Quant à son compatriote philosophe Bertrand Russell, il salue le « beau courage intellectuel » de l'auteur dès la parution du roman.
Après avoir lu Créateur d'étoiles en juillet 1937, Virginia Woolf écrit à Stapledon : 

« Je ne pense pas avoir compris plus qu'une petite part [de Créateur d'étoiles] - tout de même j'en ai assez compris pour être grandement intéressée, et aussi excitée, car parfois il me semble vous saisissez les idées que j'ai essayé d'exprimer, bien plus maladroitement, en fiction. Mais vous avez été beaucoup plus loin, et je ne peux m'empêcher de vous envier - comme on le fait avec ceux qui atteignent ce que l'on a visé. »

Quant à Jorge Luis Borges, il a commenté ainsi cette œuvre après l'avoir lue en anglais, propos qui sera repris dans sa préface à la première édition en espagnol : 

« Créateur d’étoiles est, outre un roman prodigieux, un système [conjectural] probable ou vraisemblable de la pluralité des mondes et de leur histoire dramatique ».

Malgré ces critiques favorables, le livre n'a jamais réussi à atteindre une large audience. Le premier tirage s'écoule péniblement, puis il est retiré à 500 copies en 1938, suivi d'un autre retirage en 1941. Du vivant de Stapledon, il ne sera écoulé qu'à 5 000 exemplaires. Cependant Stapledon le considérait comme étant son meilleur livre[réf. souhaitée].
Ce n'est qu'après la publication de Créateur d'étoiles que Stapledon rencontre Erik Frank Russel et le fandom de la science-fiction.

### Prix et distinctions
Bien que figurant sur la liste The NESFA Core Reading List of Fantasy and Science Fiction (« La liste "NESFA" [Association de Science-Fiction en Nouvelle-Angleterre] des lectures de base en Fantasy et Science-Fiction »), le livre n'a jamais été officiellement récompensé d'un prix. Il a été nommé deux fois au prix Locus, en 1975 dans la catégorie All-Time Best Novel (« meilleur roman de tous les temps »), et en 1998 dans la catégorie All-Time Best SF Novel before 1990 (« meilleur roman de science-fiction de toutes les époques antérieures à 1990 »).

### Postérité et influences
L'œuvre est l'objet d'une admiration jamais démentie dans les pays anglophones. Après avoir connu une certaine désaffection dans l'Après-guerre et les vingt années suivantes, entre 1945-1965, elle connait par la suite, après sa traduction en plusieurs langues européennes, une popularité constante dans le monde entier. Le livre est encore au début du XXIe siècle l'objet d'articles ou de sujets de recherche (un ou deux par an en moyenne). Celui-ci a inspiré des auteurs de fiction et de science-fiction majeurs, comme Arthur C. Clarke (2001, l'Odyssée de l'espace), Brian Aldiss (Helliconia), Stanisław Lem (Solaris), Virginia Woolf, Jorge Luis Borges, Doris Lessing, James Blish, Stephen Baxter, Bruce Sterling, ou le poète écossais Edwin Morgan. Il a aussi inspiré des scientifiques tel que Fred Hoyle ou le physicien Freeman Dyson. Ce dernier écrit en 2004 : « Créateur d'étoiles est peut-être, comme l'univers dans lequel nous vivons, un chef-d'œuvre imparfait, mais c'est quand même un chef-d'œuvre. C'est un classique de la littérature imaginative, qui parle à notre époque moderne. Il devrait figurer sur la liste des Grands Livres que toute personne prétendant être instruite devrait lire. ».

Selon Arthur C. Clarke, 

« aucun livre avant ou depuis n'a eu un tel impact sur mon imaginaire ; la vision stapledonienne de millions et mille millions d'années, l'essor et la chute de civilisations et de races entières d'hommes, ont changé ma conception globale de l'univers et ont influencé la plupart de mes écrits depuis lors. »

 Selon Brian Aldiss, il s'agit « du seul grand livre saint gris de la science-fiction ». Il a aussi qualifié le livre de « vraiment effrayant », « presque insupportable », « une vision magnifique et neurasthénique ». Selon Patrick Parrinder, il s'agit du « Mont Everest de ses écrits et peut-être de toute la science-fiction britannique moderne ». Selon Stanisław Lem, 

« le livre de Stapledon est une création totalement solitaire. Aucune autre œuvre en littérature fantastique ne démarre sur de semblables prémices. Pour cette raison, elle définit les frontières de l'imaginaire de la science-fiction. »

 Selon Lem, il s'agit aussi « d 'un trésor d'idées dont la science-fiction peut se nourrir pendant des années ». Selon le site internet The Encyclopedia of Science-Fiction « sa portée cosmique, la fécondité de son invention, la précision et la grandeur de son langage, sa logique structurelle, et surtout sa tentative de créer un système universel de philosophie par lequel les êtres humains modernes pourraient vivre, permettent une comparaison prudente avec la Divine Comédie de Dante Alighieri ».
En réponse au récit de Créateur d'étoiles, C.S. Lewis a écrit le cycle de la Trilogie cosmique (en plus d'avoir été influencé par Charles Williams et J.R.R. Tolkien), car il considérait Stapledon comme un adorateur du diable.
Dans son roman de 1982, The Making of the Representative for Planet 8 (L'Invention du représentant de la planète 8) Doris Lessing s'inspire dans sa description de l'âge glaciaire dans lequel se trouvent plongés les habitants de la planète 8, provoquant la disparition de leur civilisation, de certains thèmes développés par Stapledon dans Créateur d'étoiles.
- Bertrand Russell,  prix Nobel de littérature 1950, ici à l'époque de la parution de Créateur d'étoiles dont il fait une critique élogieuse et dont il loue le « beau courage intellectuel »[23].
- Doris Lessing, prix Nobel de littérature 2007 et l'un des Maîtres de la science-fiction, cite Créateur d'étoiles parmi les sources essentielles d'inspiration du genre[30].
- Virginia Woolf admire l'art de transmettre des notions complexes déployé par Stapledon, avec lequel elle partage idées et objectifs[24].
- L'écrivain ukrainien Stanisław Lem souligne le caractère novateur et singulier de Créateur d'étoiles dans le genre naissant de la science-fiction[36],[37].
- Jorge Luis Borges en 1963, à peu près à l'époque où il écrit sa préface à la traduction espagnole du livre : « Créateur d’étoiles est [...] un roman prodigieux. »[25].

Plus récemment, au début du XXIe siècle, Créateur d'étoiles a influencé la production artistique de certains groupes russophones de musique électroacoustique ou rock[réf. nécessaire].

## Éditions

### Anglophones
L'ouvrage est publié pour la première fois 1937 à Londres par la maison d'édition Methuen : 
- (en) Olaf Stapledon, Star Maker, London, Methuen, 1937, 339 p. (ISBN 1-85798-807-8)

Il fait par la suite l'objet de nombreuses rééditions dans le monde anglo-saxon dont les principales sont, dans l'ordre chronologique :
- (en) Olaf Stapledon, Star Maker, Millennium, coll. « Millennium SF Masterworks S » (no 21), 1999, 272 p. (ISBN 1857988078 et 9781857988079, présentation en ligne)
- (en) Olaf Stapledon, Patrick A. McCarthy (Introduction) et Freeman Dyson (Foreword), StarMaker, Middletown (Connecticut), Wesleyan University Press, 2004, 272 p. (ISBN 0819566934 et 9780819566935, présentation en ligne)
- (en) Olaf Stapledon, StarMaker, Mineola (New York), Dover Publications Inc., 2008, 192 p. (ISBN 0486466833 et 9780486466835, présentation en ligne)
- (en) Olaf Stapledon et Brian W. Aldiss (Foreword), StarMaker, London, Hachette UK, The Orion Publishing Group Ltd., coll. « SF Masterworks », 2011, 272 p. (ISBN 0575128615 et 9780575128613, présentation en ligne)
- (en) Olaf Stapledon, StarMaker, CreateSpace Independent Publishing Platform, 2018, 332 p. (ISBN 1721992995 et 9781721992997, présentation en ligne)

En 2022, Kevin Hess publie une version illustrée du roman de plus de 700 pages, grâce à des images générées par un algorithme d'Intelligence artificielle :
- (en) Olaf Stappledon et Kevin Hess (illustrations par IA), Star Maker : The Visual Edition (Illustrated), Amazon Kindle, 2022 (ASIN B0BFHJPGKP)

Il s'agit probablement du premier roman illustré par un programme.

### Traductions
En français
Créateur d'étoiles est publié en France pour la première fois et traduit en français par Brigitte André en 1966. Cette traduction a été très critiquée, notamment par Gérard Klein. Le livre comporte un avant-propos de Jorge Luis Borges et est préfacé par Jacques Bergier.
Cette traduction est rééditée en 1970 aux Editions Rencontre comme le no 11 de la collection des « Chefs-d'œuvre de la science-fiction ». Cette collection de 12 romans a été dirigée par Jacques Bergier. Enfin Créateur d'étoiles est réédité en 1979 dans la collection « Série Fantastique », aux Nouvelles éditions Oswald (NéO).
Il faut attendre 2021, pour qu'une nouvelle traduction voie le jour. Cette nouvelle édition, annotée, réintroduit l'annexe au texte intitulée "Une note sur les ordres de grandeur" et qui présente des échelles de temps, dont les éditions précédentes avaient été expurgées. Par contre n'y figure pas le glossaire qui apparaît dans l'édition de référence anglaise. Une nouvelle traduction est proposée ensuite en 2022 par Les Moutons électriques, expurgée de l'avant-propos de l'auteur, de l'annexe et des échelles de temps qui figuraient dans la précédente édition.
Les trois traductions publiées de Star Maker en français sont dans l’ordre chronologique de première parution :
- Olaf Stapledon, Jacques Bergier (préface) et Jorge Luis Borges (Avant-propos) (trad. de l'anglais par Brigitte André), Créateur d'étoiles [« Star Maker »], Paris, Planète, 1966, 253 p. (ISBN 978-2-9557288-1-9 et 978-2-9557288-2-6, OCLC 460427682, BNF 33181886, présentation en ligne)
- Olaf Stapledon (trad. de l'anglais par Simon Ayrinhac), Créateur d'étoiles [« Star Maker »], SF, 2021, 403 p. (ISBN 978-2-9557288-1-9 et 978-2-9557288-2-6)[43]
- Olaf Stapledon (trad. de l'anglais par Leo Dhayer), Créateur d'étoiles [« Star Maker »], les Moutons électriques, juin 2022, 320 p. (ISBN 978-2361837983 et 2361837986, présentation en ligne)

En allemand
- (de) Olaf Stapledon (trad. de l'anglais par Thomas Schlück), Der Sternenmacher [« Star Maker »], Heyne, coll. « SF&F » (no 3706/3707), 1966
- (de) Olaf Stapledon (trad. de l'anglais), Der Sternenschöpfer [« Star Maker »], Heyne, coll. « Bibliothek der Science Fiction Literatur » (no 5), 1982 (ISBN 3-453-30795-X)

En espagnol
- (es) Olaf Stapledon et Jorge Luis Borges (nota preliminar) (trad. de l'anglais), Hacedor de estrellas [« Star Maker »], Buenos Aires, Minotauro, 1976

En italien
- (it) Olaf Stapledon (trad. de l'anglais par Vittorio Severini), Il Costruttore di stelle [« Star Maker »], Landscape Books, coll. « Altair » (no 2), 2021 (EAN 9791280243232)

En russe
- (ru) Стэплдон О. (trad. de l'anglais par О. Чистякова), Создатель звезд [« Star Maker »], Киев: Ваклер, REFL-book, coll. « Философия сквозь века »,‎ 1996, 304 p. (ISBN 5-87983-024-1)
- (ru) Стэплдон О. (trad. de l'anglais par О. Э. Колесникова), Последние и первые люди. Создатель звёзд [« Last and First Men. Star Maker »], ACT, coll. « Люкс, — (Philosophy) »,‎ 2004, 640 p. (ISBN 5-17-021613-0 et 5-9660-0051-4)

En d'autres langues
- Polonais : (pl) Olaf Stapledon (trad. de l'anglais par Paweł Dembowski), Sprawca Gwiazd [« Star Maker »], 2022 (lire en ligne)
- Ukrainien : (uk) Олаф Стэплдон (trad. de l'anglais), Создатель звезд [« Star Maker »], Автор,‎ 1937 (présentation en ligne)

## Adaptations
Créateur d'étoiles a fait l'objet d'un court-métrage d'animation par le studio "Arcus Animation Studios", en 2018 au Royaume-Uni. Un "court" métrage pour un récit s'étendant sur 13,8 milliards d'années (et plus...), cela représente indiscutablement un défi. Ce film a d'ailleurs obtenu le prix du Directors Award au Full Dome Festival de la ville de Jena (Iéna en français), Allemagne,.